# Neritos psamas
Neritos psamas är en fjärilsart som beskrevs av Pieter Cramer 1779. Neritos psamas ingår i släktet Neritos och familjen björnspinnare. Inga underarter finns listade i Catalogue of Life.